# تانو پادمنابان
تانو پادمنابان (انگلیسی: Thanu Padmanabhan؛ زاده ۱۰ مارس ۱۹۵۷) یک فیزیک‌دان و اخترشناس اهل هند بود. تانو در ۱۷ سپتامبر ۲۰۲۱ در سن ۶۴ سالگی پس از یک حمله قلبی در محل اقامت خود در پونا درگذشت.